# Spoelgeweer

Spoelgeweer met kogel

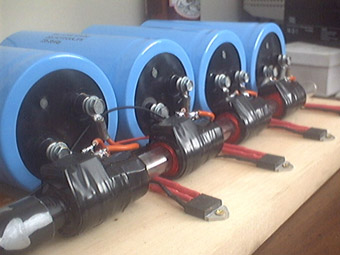
Een viertraps coilgun: te zien zijn de spoelen en de blauwe condensatoren

Een spoelgeweer, coilgun, gaussrifle of elektromagnetisch kanon (engl.: „coil“ = spoel, „gun“ = kanon, „rifle“ = geweer) is een elektromagnetisch wapen/geweer dat nog niet verder dan het onderzoeksstadium is gekomen. In 2015 kwam het in de belangstelling. De Amerikaanse marine heeft een proefopstelling gemaakt, van een kanon op een slagschip. Doordat er geen explosie aan te pas komt, is het beter te regelen en kan er nauwkeuriger mee geschoten worden.

De naam gaussrifle stamt van de Duitse wiskundige Carl Friedrich Gauss, maar Kristian Birkeland is de uitvinder van het elektromagnetisch spoelgeweer, waarvoor hij in 1902 een patent verkreeg.

## Werking
In het geweer zit een rij spoelen die, als er een sterke elektrische stroom doorheen gaat, magneetvelden creëren. Condensatoren geven de magneetvelden vrij tijdens het afvuren, waardoor de beschikbare stroomsterkte meer efficiënt ingezet wordt. De ferromagnetische kogel wordt door de magnetische velden versneld in het trace-gedeelte waar de spoelen zitten.
Het is moeilijk om de verschillende spoelen precies op tijd te laten werken, een vereiste om de kogel voldoende snelheid mee te geven.